# ベルカ、吠えないのか?
『ベルカ、吠えないのか?』（ベルカ ほえないのか?）は、古川日出男による日本の小説である。2005年4月、文藝春秋刊（書きおろし）。太平洋戦争時の1943年、キスカ島に取り残された4頭の軍用犬から始まる物語が、その系譜を追いながら「戦争の世紀」である20世紀の歴史と交錯し、国境や思想、時代を超えて描かれる。この作品は、第133回直木三十五賞（2005年上半期）の候補作となった。日本国外では、英語、フランス語、イタリア語、ロシア語にも翻訳されている。

## 発表経過
作者の古川は、1998年に書きおろし小説『13』（幻冬舎）でデビューした。その後『アラビアの夜の種族』（2001年、角川書店）や村上春樹作品のトリビュート小説『中国行きのスロウ・ボートRMX』（2003年、メディアファクトリー。後に『二〇〇二年のスロウ・ボート』と改題の上文春文庫に収録）を経て、『ベルカ、吠えないのか?』の刊行に至った。
『ベルカ、吠えないのか?』は、古川が発表した9作目の本である。書きおろしとしては6冊目にあたり、文藝春秋から2005年4月に発売された。
『ベルカ、吠えないのか?』は、同年の第133回直木三十五賞（2005年上半期）の候補作となった
。古川にとって、これが同賞への初候補作であった（選考の結果、朱川湊人の『花まんま』が受賞した）。
2008年に『ベルカ、吠えないのか?』は文春文庫から上梓された。文庫版のカバーでは、「炸裂する言葉のスピードと熱が衝撃的な、エンタテイメントと純文学の幸福なハイブリッド」とのキャッチコピーが添えられた。なお、文庫版には古川によるあとがきと、キスカ島の4頭から始まる犬たちの家系図が付加されている。
日本国外では、英語（英題：Belka, why don't you bark? ）、フランス語（仏題：Alors Belka, tu n'aboies plus ?）、イタリア語（いずれも2012年）、ロシア語（2014年、題：Белка, голос! ）にも翻訳されている。英語版（マイケル・エメリック訳、VIZ Media LLC）は、SF&ファンタジー英訳作品賞佳作に選ばれた。

## 作品について
作者の古川がキスカ島に取り残された犬たちの史実を知ったのは、デビュー2作目の小説『沈黙』の執筆途中のことであった。当時は犬たちの名前を突き止めることもできず、「日本軍の残した三頭」としか把握していなかったし、アメリカ軍の捕虜犬については資料に出てこなかった。
古川は2000年1月、1編の小説を執筆した。1943年8月のキスカ島を想起させる島を舞台に、アメリカ軍のサージェント（のちに言語学者の道に進む）が、日本軍の撤収に伴って見捨てられた3頭の仔犬との出逢いを機に、歴史の裂け目を妄想する筋立てだった。20世紀最後の年に書かれたこの物語が、古川にとって作家としての「二十世紀の記録」となった。
21世紀に入っても、古川は「犬たちのその後」を問い続けることになった。彼がこの物語の発想を得たのは、2001年の晩秋であった。当初の発想では、ある日男の子が1匹の犬に出会うことが物語の発端となる。その犬は、「ものすごい家系（血統）」をバックグラウンドに持っている。犬と目を合わせた瞬間に、男の子の魂が奪われる。男の子は犬と同化し、その犬から兄の犬へ、父の、そして伯父の犬へと、犬の血筋と家系の拡散と彷徨を、時間を逆行しつつ環太平洋の空間を自在に駆け抜けて追いかけていく。物語の最後で、男の子＝犬は始原の地、アリューシャンを見る。このときは一人称で構想され「一人称超大河犬小説」と銘打たれていた。
そして実際に着手したのは、2004年の7月であった。構想段階では、『∞犬伝』という仮題だった。古川によれば、『南総里見八犬伝』のもじりであり、「“8”を横に寝かせて、無限大の記号にした」ものだという。読ませ方は特に決めていなかったが、担当の編集者には『前のめり八犬伝』という読み方を伝えておいた。古川はこの仮題を内容にかなり忠実なものとして「これがイヌの物語であって、イヌは無限にちかいほどの数、登場する」と語っている。
作品内では何千頭もの犬が言及され、犬たちのエピソードを連ねて物語が展開される。古川が描こうと試みたものは、「二十世紀まるごと」だった。その手法として古川が選んだのは、3人称で語られる小説を装って実は彼自身が語り手を務めることであった。
古川によれば、「二十世紀は僕の世紀でもあったから、に他ならない」という理由だった。そのため、他人事として扱うことなど思いもよらず、かえってそうすることで「嘘」になることを恐れたという。古川にとって、小説は「実戦的なツール」となりつつあり、「この世の中と格闘するための、武器」である。
『ベルカ、なぜ吠えないのか?』は古川の表現では、「想像力の圧縮された爆弾」である。彼にとってこの作品は「古川日出男がオーバーグラウンドに出た」ことを意味するという。

## あらすじ
物語の始まりは、199X年のシベリアである。この地に隠棲していた「大主教」と呼ばれる老人のもとに、車の故障を装った1人の若い男が訪れる。若い男は老人を殺そうとするが、老人はいち早く反撃して返り討ちにする。
場面は1943年のキスカ島にさかのぼる。日本軍が撤退して無人となったこの島に、4頭の軍用犬が残されていた。日本海軍の北（北海道犬のオス）、日本陸軍の正勇と勝（ジャーマン・シェパードのオス）、そしてアメリカ軍の軍用犬だったエクスプロージョン（シェパードのメス）である。4頭は見捨てられたことを理解し、島で生き抜いていた。やがて正勇とエクスプロージョンが交尾する。
1943年8月15日、アメリカ軍とカナダ軍の混成部隊がキスカ島に上陸する。彼らは日本軍ではなく犬を発見する。勝はこのとき、やってきた兵士たちを地雷原に誘い込んで兵士もろとも爆死する。残る3頭はアメリカ軍に保護され、10月にエクスプロージョンが正勇との子を出産する。9頭の子のうち、死産にならずに済んだのは5頭だった。
1944年の初頭に、エクスプロージョンが衰弱して死ぬ。遺された犬たちはアメリカ本土に移送されることになったが、北のみは船酔いとそれに続くうつ症状の悪化によってアリューシャンに残る。北はやがてアラスカに移って、犬ぞりチームのリーダー犬となる。
正勇とその血を引く仔犬たちは、アメリカ軍の優秀な軍用犬としてマリアナ諸島、フィリピン、硫黄島、沖縄の前線で働く。1945年8月、「少年」と「でぶ」が日本の上空にて炸裂した後、軍用犬たちのうち「バッドニュース」という名のオス犬のみが生き残る。バッドニュースは優れた種犬として多くの子孫をなし、アラスカの北もそり犬として生きながら種犬として多くの仔犬をもうける。
バッドニュースと北の子孫たちはそれぞれ交配を繰り返し、その血筋を国境を越えて広げる。犬たちが駆け抜ける世界は、第二次世界大戦から続く朝鮮戦争、冷戦下における宇宙開発競争（ベルカとストレルカは、宇宙飛行から生還を果たしたソビエトの宇宙犬だった）、ベトナム戦争、アフガン戦争と続いていく時代「戦争の世紀＝20世紀」である。ベルカとストレルカは交尾し、2頭の子孫たちはアヌビス（北の系譜につながる犬）と交配を繰り返す。
サイドストーリーとして、1990年代初頭、ペレストロイカ当時の「死の町」（旧ソビエトに多数あった地図に載らない町で基地や軍事都市のことを指す）を舞台に、人質としてロシア・マフィアに捕らわれの身となった日本人のヤクザの娘と、彼女を見張る1人の老人（「大主教」）のエピソードが犬たちの物語と並行して描かれる。最初は言葉も通じず、対立せざるを得なかった2人の間には、やがて心の交流が生まれる。その後娘は父親を手にかけ、過去と決別して「ストレルカ」の名を自ら名乗る。
最後は本筋とサイドストーリーが一体化し、世界各地に拡散していた犬たちの子孫が娘と老人のもとに集まって、激しい市街戦の中を駆け抜けていく。戦いと逃走の果てに娘を含めた少数の人間および犬が生き延び、カムチャツカ半島近くの小さな島で物語が終わる。

## 第133回直木三十五賞
『ベルカ、吠えないのか?』 は、2004年12月から2005年5月の間に発表された作品の中から第133回直木三十五賞（2005年上半期）の候補作となった。同時に候補に挙げられたのは、『逃亡くそたわけ』（絲山秋子）、『ユージニア』（恩田陸）、『花まんま』（朱川湊人）、『むかしのはなし』（三浦しをん）、『となり町戦争』（三崎亜記）、『いつかパラソルの下で』（森絵都）で、朱川以外の6人は初候補であった。
初候補の6人には、2004年から2007年までの「本屋大賞」で上位に入っているという共通点があり、この時期には彼らの作品が書店員の間で高く評価されていた。ただし、直木三十五賞の選考ではこの6人の作品に対して否定的な見解が強かった。
結局この回の受賞者となったのは、第130回直木賞（2003年下期）についで2回目の候補だった朱川湊人（『花まんま』）であった。朱川の作品は「本屋大賞」での支持こそ低かったものの、直木三十五賞の選評では選考委員からこぞって高く評価された。
なお、古川は直木三十五賞の候補になった際に「胃潰瘍でぶっ倒れた」といい「人には向き不向きがあります」と述懐している。

## 評価
第133回直木三十五賞の選評では、『ベルカ、吠えないのか?』に対して否定的な意見が見受けられた。「構成力に問題がありすぎ」（平岩弓枝）、「風呂敷を少し広げすぎたのではあるまいか」（阿刀田高）、「あまりにも読みづらく、読者にかなりの努力を強いる」（林真理子）、「世界を拡げすぎて、雑になったという印象も否めない」（北方謙三）などである。
ただし否定ばかりではなく、古川の将来性や文学的能力などに期待を寄せる意見もあった。五木寛之は古川の独特な文体と文学的想像力および造型力に注目し、「新しい作家は新しい文体を引っさげて登場するのが当然なのだから、（中略）今後が楽しみな書き手だ」と評した。津本陽は、犬たちの血統を追いながら1944年から1990年までの歴史を重ね合わせた筋立てを「秀抜な発想」と称えた。北方は「読む者を押してくる力は間違いなくある。（中略）次作を、鶴首である」と評し、井上ひさしは「たしかに欠点がないでもないが、全編にみなぎる「小説は言葉で創るものだ」という気合いに、この作者の豊かな未来を視たようにおもう」と古川への期待を綴っている。
この作品を高く評価した人物として、大森望と豊﨑由美が挙げられる。2人は『文学賞メッタ斬り!リターンズ』（2006年）で第133回直木三十五賞の候補作品について議論し、「今年読んだ新刊のベストワン」（大森）、「これ（注：『ベルカ、吠えないのか?』を指す）がとったら、直木賞をちょっと見直す。てか、見直させてください!（後略）」（豊﨑）と述べた。
豊﨑は同年の『そんなに読んで、どうするの? 縦横無尽のブックガイド』でも同作を取り上げ、「へたくそな作家が書けば贅肉だらけの上下巻本になりそうな物語を三五〇ページ足らずにまとめた、アスリートのひきしまった筋肉のごとき小説（後略）」と称賛した。
同作を書き上げたことで、古川にはさまざまな余波があった。その中でもZAZEN BOYSの向井秀徳が同作を気に入ったという知らせは、古川に「歓びとともに身震い」する感情をもたらした。古川は向井の長年にわたるファンであったが、面識はまったくなかったという。2007年5月、古川と向井は同じ舞台に立って同作の一部を演じることになった。古川が朗読、向井がギターと声を担当して作り上げた舞台は、その年のうちに東京、京都、福岡の3都市で上演された。
同作は『このミステリーがすごい!2006年版』で第7位へのランクインを果たした。ミステリチャンネルの書評番組「Mysteryブックナビ特別編夏のイチオシバトル」による2005年上半期を対象とするベストミステリ賞の「第1回くろねこアカデミー賞」も受賞している。